# Путепровод ЖБИ (Курган)

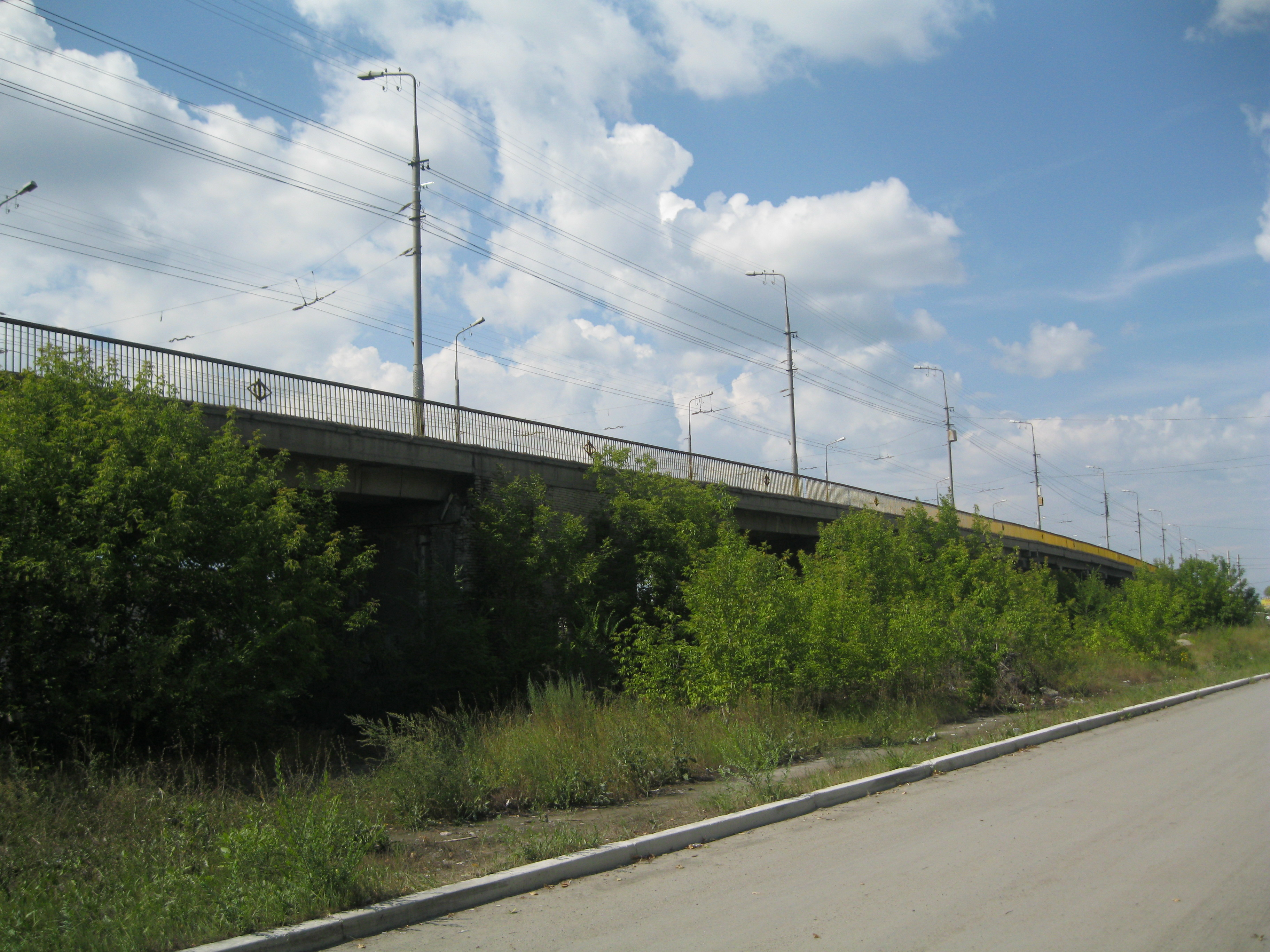
Вид на мост до реконструкции. Фото 2012 года

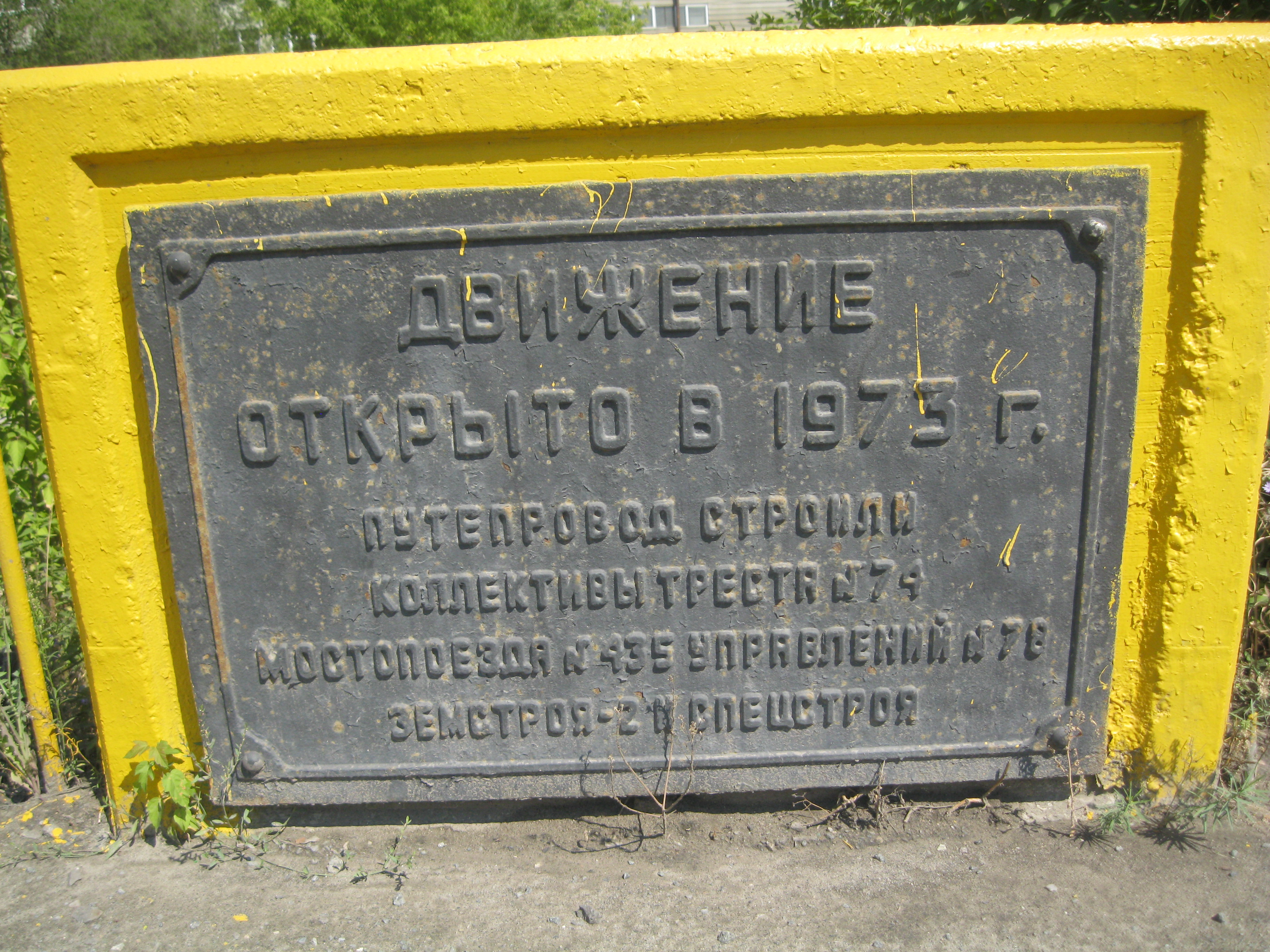
Доска с историей моста на ограждении (убрана при реконструкции). Фото 2012 года

Мост на ЖБИ — автодорожный путепровод в городе Кургане, Россия. В 2019—2021 годах был закрыт на реконструкцию.

## Описание
Транспортный путепровод над промышленной зоной, включая двухпутную ветку железной дороги (ППЖТ), к северу от центра города. Является составной частью проспекта Машиностроителей и связывает центральную часть Кургана с районами Заозёрный и Рябково. По мосту в 1973—2015 гг. проходила линия троллейбуса. 25 ноября 2021 года открыт после реконструкции.

## История
Мост ЖБИ построен из сборного железобетона и представляет собой сооружение, состоящее из трех основных частей: центральной, перекрывающей железнодорожные пути и двух эстакад, которые соединены с центральной частью сопрягающими пролетами. Согласно проекту путепровод запроектирован по прямой с 4 полосами движения, с левой и правой стороны проспекта Машиностроителей предусмотрен существующий тротуар. На ограждении моста с обеих оконечностей по обе стороны прикреплены металлические таблички с гербом города советского времени и доской с данными о его постройке. Мост не имеет официального названия. Наименование Мост на ЖБИ связано с находящимися поблизости заводами железобетонных изделий «ЖБИ—1», «ЖБИ—2», «ЖБИ—3» и остановкой общественного транспорта «ЖБИ». Движение по мосту открыто 20 октября 1973 года. Строительство вели коллективы Треста № 74 Мостопоезда № 435 Управлений № 78 Земстроя-2 и Спецстроя.
К 2018 году конструкция моста изношена до такой степени, что между швами видны дыры.
Проект планировки территории для реконструкции путепровода по проспекту Машиностроителей разработан АО «Институт Гипростроймост — Санкт-Петербург». 10 августа 2018 года документ прошел процедуру публичных слушаний. Следующий этап - государственная экспертиза проекта. 
29 ноября 2018 года установлены знаки, запрещающие движение пешеходов, для безопасности их жизни. 12 декабря 2018 года закрыто движение транспорта на двух крайних полосах для снижения нагрузки на мост из-за изношенности его конструкций.
15 сентября 2019 года закрыт на реконструкцию. Перед закрытием в сутки по нему проезжало около 16 тыс. автомобилей. Старый мост будет полностью демонтирован. Новый мост ЖБИ, согласно проекту, будет трехпролётным с подходами к путепроводу в виде армогрунтовых насыпей с защитными стенками из бетонных блоков и четырёхполосным с двумя пешеходными тротуарами шириной по 3 метра. Построить его должны в 2021 году. В начале 2019 года стало известно о том, что мост будут реконструировать, на это область получила федеральные деньги (более 270 млн рублей). Весь проект оценивается в 1 млрд рублей. Генеральный подрядчик ЗАО «Курганстальмост».
25 ноября 2021 года мост открыт после реконструкции. В открытии участвовали губернатор Курганской области Вадим Михайлович Шумков, глава города Кургана Елена Вячеславовна Ситникова и генеральный директор ЗАО «Курганстальмост» Дмитрий Николаевич Парышев.